# Colias heos
Colias heos is een vlindersoort uit de familie van de Pieridae (witjes), onderfamilie Coliadinae.
Colias heos werd in 1792 beschreven door Herbst.